# Millettia tsui
Millettia tsui är en ärtväxtart som beskrevs av Franklin Post Metcalf. Millettia tsui ingår i släktet Millettia och familjen ärtväxter. Inga underarter finns listade i Catalogue of Life.